# سلم بوفورت

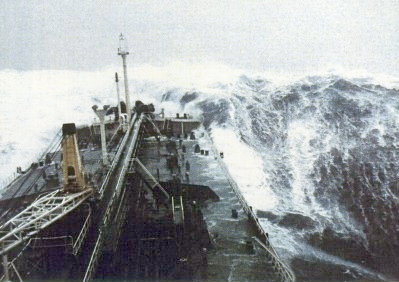

سلم بوفورت أو مقياس بيفورت لتبيان قوة الريح هو مقياس (سلم) يستخدم لمعرفة سرعة الرياح - عند مستوى 10 م فوق سطح الأرض - استناداً إلى درجة فعالية الرياح في تأثيرها على بعض المظاهر العامة الموجودة فوق سطح الأرض والخاضعة لتأثيرها، ويتألف هذا المقياس من 12 درجة - بالإضافة إلى درجة السكون - وذلك بدءاً من الهواء الخفيف (درجة أولى) وانتهاءً بالإعصار المدمر (درجة 12), وقد وضع هذا المقياس الأدميرال سير فرنسيس بوفورت عام 1905, وعدله في عام 1926.

## السلم الحديث
الأسماء الموجودة في الوصف مأخوذة من مصلطحات الأرصاد الجوية من مجمع اللغة العربية الأردني.
| رقم بوفُرت | الوصف          | السرعة                                  | علو الموجة   | حالة البحر (صورة) | علم التحذير المرتبط |
| --------- | -------------- | --------------------------------------- | ------------ | ----------------- | ------------------- |
| 0         | هدوء           | < 1 عقدة < 2 كم/سا 0–0.2 م/ثا           | 0 متر        |                   |                     |
| 1         | ريح خفيفة      | 1–3 عقدات 2–5 كم/سا 0.3–1.5 م/ثا        | 0–0.3 متر    |                   |                     |
| 2         | نسيم خفيف      | 4–6 عقد 6–11 كم/سا 1.6–3.3 م/ثا         | 0.3–0.6 متر  |                   |                     |
| 3         | نسيم لطيف      | 7–10 عقد 12–19 كم/سا 3.4–5.4 م/ثا       | 0.6–1.2 متر  |                   |                     |
| 4         | رياح معتدلة    | 11–16 عقدة 20–28 كم/سا 5.5–7.9 م/ثا     | 1–2 متر      |                   |                     |
| 5         | رياح نشيطة     | 17–21 عقدة 29–38 كم/سا 8–10.7 م/ثا      | 2–3 متر      |                   |                     |
| 6         | رياح قوية      | 22–27 عقدة 39–49 كم/سا 10.8–13.8 م/ثا   | 3–4 أمتار    |                   |                     |
| 7         | رياح شديدة     | 28–33 عقدة 50–61 كم/سا 13.9–17.1 م/ثا   | 4–5.5 مترًا   |                   |                     |
| 8         | رياح عاصفة     | 34–40 عقدة 62–74 كم/سا 17.2–20.7 م/ثا   | 5.5–7.5 مترًا |                   |                     |
| 9         | رياح عاصفة جدًا | 41–47 عقدة 75–88 كم/سا 20.8–24.4 م/ثا   | 7–10 أمتار   |                   |                     |
| 10        | عاصفة          | 48–55 عقدة 89–102 كم/سا 24.5–28.4 م/ثا  | 9–12.5 مترًا  |                   |                     |
| 11        | عاصفة هوجاء    | 56–63 عقدة 103–117 كم/سا 28.5–32.6 م/ثا | 11.5–16 مترًا |                   |                     |
| 12        | رياح إعصارية   | ≥ 64 عقدة ≥ 118 كم/سا ≥ 32.7 م/ثا       | ≥ 14 مترًا    |                   |                     |